# 2003 في بلجيكا
فيما يلي قوائم الأحداث التي وقعت خلال عام 2003 في بلجيكا.

## رياضة
- 1 يناير – طواف فلاندرز 2003

## ظهور
- 1 يناير – يورودانس

## أفلام
من الأفلام التي صدرت هذه السنة في بلجيكا:
- 12 مايو – الأرض المحايدة من إخراج دانيس تانوفيتش.

## مواليد

### أغسطس
- 20 أغسطس – غابرييل أمير بلجيكا أمير بلجيكا.

## وفيات

### فبراير
- 4 فبراير – بيير كارتوه (مواليد 1943) لاعب كرة قدم بلجيكي.

### أبريل
- 17 أبريل – جف شيل (مواليد 1935)

### مايو
- 15 مايو – ريك فان ستينبرجين (مواليد 1924)

### أغسطس
- 1 أغسطس – غوي ثيس (مواليد 1922) لاعب كرة قدم بلجيكي.
- 5 أغسطس – موريس مولين (مواليد 1924) درّاج طريق بلجيكي.

### نوفمبر
- 11 نوفمبر – بول يانسن (مواليد 1926) طبيب بلجيكي.
- 21 نوفمبر – أرماند بوتزيسي (مواليد 1916) دراج بلجيكي.